# 2008년 뭄바이 테러
2008년 뭄바이 테러(힌디어: २६ नवंबर २००८ मुंबई में श्रेणीबद्ध गोलीबारी, November 2008 Mumbai attacks)는 또는 11/26 공격은 2008년 11월, 파키스탄에 기반을 둔 이슬람 무장 조직인 라슈카레 타이바(Lashkar-e-Taiba) 소속 10명이 벌인 일련의 조직적인 이슬람 테러 공격이었다. 이들은 나흘 동안 뭄바이 전역에서 총격과 폭탄 테러를 감행했다. 이 공격은 전 세계적으로 강한 비난을 받았으며, 11월 26일 수요일에 시작되어 11월 29일 토요일까지 이어졌다. 총 175명이 사망했고, 그 중 9명은 테러범이었다. 부상자는 300명 이상이었다.
남뭄바이 지역에서는 여덟 곳이 공격을 받았는데, 차트라파티 시바지 마하라지 터미너스, 오베로이 트라이던트 호텔, 타지마할 팰리스 앤 타워 호텔, 레오폴드 카페, 카마 병원, 나리만 하우스, 메트로 시네마, 그리고 타임즈 오브 인디아 건물과 세인트 자비에르 대학 뒤편 골목길 등이었다. 또한 마자가온 지역과 빌레 파를레 지역의 택시 안에서도 폭발이 일어났다.
2008년 11월 28일 새벽까지 타지 호텔을 제외한 모든 공격 지점은 뭄바이 경찰과 보안군에 의해 진압되었다. 11월 29일, 인도 국가안전보장대(NSG)는 ‘블랙 토네이도 작전(Operation Black Tornado)’을 통해 남아 있던 테러범들을 소탕했고, 타지 호텔에서 마지막 테러범들이 사살되면서 사건이 완전히 종료되었다.

## 배경
1993년 3월 12일, 13건의 동시다발 폭탄 테러로 257명이 목숨을 잃은 사건 이후, 뭄바이에서는 여러 차례 테러 공격이 발생했다. 1993년의 테러는 이전에 벌어졌던 봄베이 폭동에서 많은 무슬림들이 희생된 것에 대한 복수의 이름으로 저질러진 것이었다.
테러를 일으킨 라슈카레 타이바는 1980년대 소련-아프가니스탄 전쟁 당시 아프가니스탄 무자헤딘의 일원으로 싸웠던 무장단체로, 카슈미르를 해방한 뒤 인도를 정복하고 인도아대륙에 무슬림 정권을 수립하려는 목표를 가지고 있는 이슬람 테러리즘 단체이다. 1990년대까지 인도의 잠무 카슈미르에서 활동하던 이 단체는 2000년 붉은 요새 테러를 통해 인도 내륙에서도 활동을 시작했고, 이후 자이시에 모하메드와 함께 2001년 인도 의회 공격의 배후로 지목되는 한편 2005년 델리 테러와 2007년 8월 하이데라바드 테러를 벌인 것으로 알려졌다.

## 같이 보기
- 2006년 뭄바이 열차 폭탄 테러
- 2015년 11월 파리 테러